# Bannes (Marne)
Bannes ist eine französische Gemeinde mit 248 Einwohnern (Stand: 1. Januar 2022) im Département Marne in der Region Grand Est. Sie gehört zum Kanton Vertus-Plaine Champenoise und zum Arrondissement Épernay. 

## Lage
Bannes liegt in der Trockenen Champagne nahe der Quelle des Petit Morin am Sumpfgebiet des Marais de Saint-Gond.
Sie ist umgeben von folgenden Nachbargemeinden:
| Vert-Toulon      |                                             | Val-des-Marais   |
| Broussy-le-Grand | Kompassrose, die auf Nachbargemeinden zeigt | Écury-le-Repos   |
| Broussy-le-Petit | Connantre                                   | Fère-Champenoise |

## Bevölkerungsentwicklung

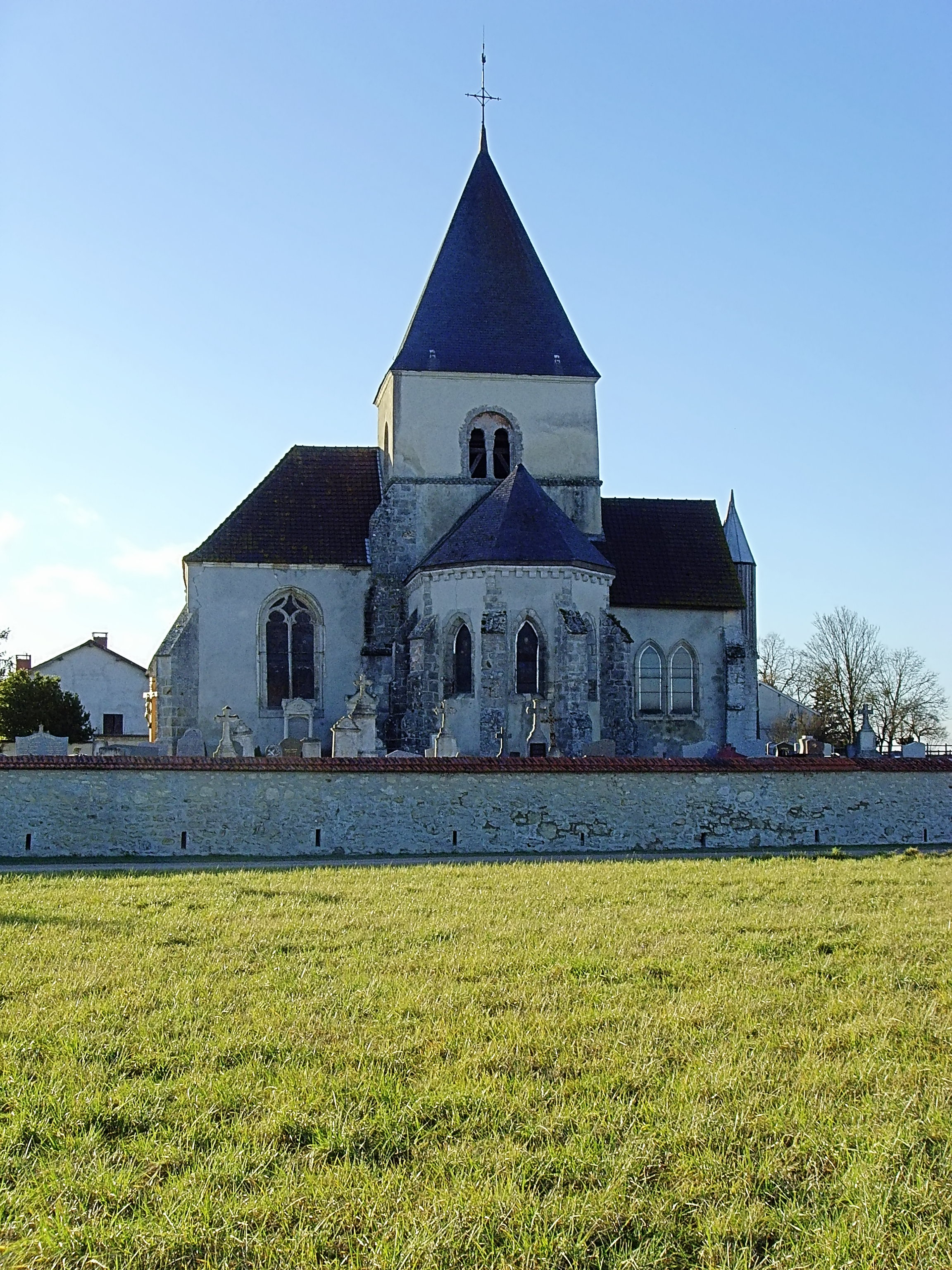
Kirche Saint-Vaast

| Jahr                       | 1962 | 1968 | 1975 | 1982 | 1990 | 1999 | 2008 | 2018 |
| -------------------------- | ---- | ---- | ---- | ---- | ---- | ---- | ---- | ---- |
| Einwohner                  | 306  | 271  | 230  | 224  | 204  | 212  | 264  | 260  |
| Quellen: Cassini und INSEE |      |      |      |      |      |      |      |      |